# USS Sampson (DDG-102)
USS Sampson (DDG-102) — 52-й эскадренный миноносец из серии запланированных к 13 сентября 2002 года 62-х эсминцев УРО типа «Арли Бёрк», строительство которых было одобрено Конгрессом США.

## История строительства
Закладка корабля произведена 20 марта 2005 года, спуск на воду — 16 сентября 2006 года. В состав ВМС США USS Sampson вступил 3 ноября 2007 года.

## В культуре
Участвовал в съёмках художественного фильма Морской бой (фильм). По сюжету был уничтожен вместе со всем экипажем на борту мощным залпом из двух миномётных батарей «красного» Стингера пришельцев.